# Gypsum (Colorado)
Gypsum é uma cidade  localizada no estado americano de Colorado, no Condado de Eagle.

## Demografia
Segundo o censo americano de 2000, a sua população era de 3654 habitantes.
Em 2006, foi estimada uma população de 5307, um aumento de 1653 (45.2%).

## Geografia
De acordo com o United States Census Bureau tem uma área de
9,5 km², dos quais 9,5 km² cobertos por terra e 0,0 km² cobertos por água. Gypsum localiza-se a aproximadamente 1924 m acima do nível do mar.

## Localidades na vizinhança
O diagrama seguinte representa as localidades num raio de 40 km ao redor de Gypsum.